# Katarzyna Skolimowska
Katarzyna Skolimowska (ur. 16 kwietnia 1951 w Lublinie) – polska aktorka. W 1973 ukończyła studia na PWST w Warszawie.

## Filmografia
- 2022: Filip jako kobieta w restauracji[1]
- 2021: Na sygnale jako Leokadia (odc. 299)
- 2021: Usta usta jako starsza pani (odc. 44)
- 2021: Sekrety rodziny jako Irena Kalita, matka zmarłego Mateusza (odc. 177)
- 2020: Echo serca jako Szczepańska (odc. 34, 35)
- 2019: Ślad jako Eugenia Markowska (odc. 64)
- 2019: Wojenne dziewczyny jako Marion (odc. 28)
- 2017: Leśniczówka jako profesor Janina Cichosz (odc. 11, 59)
- 2018: M jak miłość jako Olga (odc. 1359)
- 2017: Komisarz Alex jako Woźniakowa (odc. 117)
- 2017: Lekarze na start jako babcia ciężarnej pacjentki (odc. 30)
- 2017: Ojciec Mateusz jako Wandzia
- 2017: Wojenne dziewczyny jako siostra przełożona (odc. 5)
- 2016: Druga szansa jako bufetowa (odc. 2)
- 2016: Dwoje we troje jako Leokadia Lubowiecka, klientka banku, sąsiadka Kornelii (odc. 36)
- 2016: Niewinne jako siostra zakonna
- 2015: Dziewczyny ze Lwowa jako starsza pani (odc. 3)
- 2015: Stwór jako matka Agnieszki
- 2014: Klan jako Leokadia, matka Leopolda
- 2011: Usta usta jako kasjerka w supermarkecie (odc. 32)
- 2011: Wszyscy kochają Romana jako ciotka (odc. 6)
- 2009–2013: Popiełuszko. Wolność jest w nas jako Jędrzejczakowa, sąsiadka Marysi
- 2009: Ojciec Mateusz jako Malinowska, uczestniczka wycieczki (odc. 16)
- 2009: Popiełuszko. Wolność jest w nas jako Jędrzejczakowa, sąsiadka Marysi
- 2007–2009: Tylko miłość jako właścicielka agencji towarzyskiej
- 2007: Egzamin z życia jako kioskarka (odc. 71); jako sąsiadka Kleibergów (odc. 83)
- 2007: Ryś jako policjantka „Tapeta”
- 2005: Kryminalni jako matka Justyny Bieniek (odc. 25)
- 2005–2007: Codzienna 2 m. 3 jako kandydatka na opiekunkę Franka
- 2005: Magiczne drzewo jako członkini jury konkursu „Rex Primus” (odc. 4)
- 2005: Pensjonat pod Różą jako Hanna, córka Szarmacha (odc. 48, 49)
- 2005: Plebania jako katechetka Ula (odc. 517, 523, 524)
- 2005: Na Wspólnej jako kuratorka (odc. 430-431, 433, 477, 483, 489, 493-495, 514, 544)
- 2004: Lokatorzy jako Natalia Dereś, siostra Maurycego (odc. 200)
- 2004: Plebania jako Markowska, sąsiadka Marceliny (odc. 464)
- 2003: Zaginiona jako dyrektorka liceum Uli
- 2002–2010: Samo życie jako pracownica biblioteki
- 2002: Na dobre i na złe jako adwokatka Igora (odc. 118)
- 2002: Plebania jako pokojowa w hotelu w Hrubielowie (odc. 166, 168)
- 2000: 13 posterunek (odc. 5, 28)
- 2000: Sukces jako prokurator
- 2000: Wielkie rzeczy jako kobieta rozdzielająca staniki
- 1999: Pierwszy milion jako lekarka przyjmująca poród Pyni
- 1999: Tygrysy Europy jako nauczycielka
- 1997: Boża podszewka jako sekretarka z sądu
- 1995: Ekstradycja jako właścicielka restauracji na Starówce (odc. 1)
- 1993–1994: Zespół adwokacki jako prokurator
- 1991: Panny i wdowy jako oddziałowa w więzieniu w Olszynce Grochowskiej (odc. 5)
- 1988: Dotknięci jako pielęgniarka
- 1987: Komediantka jako Stawrowska
- 1987: Ballada o Januszku jako żona Owocnego
- 1985: Chrześniak jako gość na urodzinach Purowskiego
- 1985: Zaproszenie jako strażniczka w Auschwitz
- 1983: Alternatywy 4 jako Krysia, sekretarka dyrektora
- 1983: Nadzór jako strażniczka
- 1980: Błękitna strzała
- 1979–1981: Najdłuższa wojna nowoczesnej Europy jako Róża Luksemburg
- 1979: Przyjaciele jako działaczka ZMP (odc. 2)
- 1979: Do krwi ostatniej (serial) jako Wanda Wasilewska
- 1978: Do krwi ostatniej... jako Wanda Wasilewska
- 1978: Biały mazur jako Maria Onufrowicz „Stryjenka”
- 1978: Układ krążenia jako pielęgniarka
- 1975: Epidemia zbrodni jako Sally
- 1973: Janosik jako wiejska dziewczyna porwana na zamek (odc. 5)

## Polski dubbing
- 2021: Sing 2 – Nana Noodleman
- 2011: Rango
- 2009: Dzieci Ireny Sendlerowej
- 2008-2014: Marta mówi – babcia Frania
- 2007: Most do Terabithii – pani Myers
- 2007: Wiedźmin (gra) –
  - Gruby Ceglarz 3,
  - Ciotka Rich,
  - Starsza pani
- 2005: Ben 10 –
  - Przewodniczka po muzeum (odc. 10),
  - Gwendolyn (odc. 28)
- 2005: Robotboy – nauczycielka
- 2004–2006: Liga Sprawiedliwych bez granic
- 2003: Księga dżungli 2
- 2003: Liga najgłupszych dżentelmenów
- 2002–2005: Co nowego u Scooby’ego?
- 1998: Babe: Świnka w mieście – Właścicielka
- 1997–1998: Przygody Olivera Twista
- 1997: Księżniczka Sissi
- 1995–1996: Maska
- 1994: Patrol Jin Jina
- 1991: Piękna i Bestia
- 1983–1986: Inspektor Gadżet – Madame
- 1976–1978: Scooby Doo
- 1972–1973: Nowy Scooby Doo